# Cortiçô da Serra
Cortiçô da Serra ist ein Ort und eine ehemalige Gemeinde (Freguesia) im portugiesischen Kreis Celorico da Beira. Die Gemeinde hatte 171 Einwohner (Stand 30. Juni 2011).
Am 29. September 2013 wurden die Gemeinden Cortiçô da Serra, Vide Entre Vinhas und Salgueirais zur neuen Gemeinde União das Freguesias de Cortiçô da Serra, Vide Entre Vinhas e Salgueirais zusammengeschlossen. Cortiçô da Serra ist Sitz dieser neu gebildeten Gemeinde.